# Mainz-Bischofsheim
Mainz-Bischofsheim (niem: Bahnhof Mainz-Bischofsheim) – stacja kolejowa w Bischofsheim, w regionie Hesja, w Niemczech. Bischofsheim było dzielnicą Moguncji w okresie międzywojennym. 
Według klasyfikacji Deutsche Bahn, stacja posiada kategorię 4.

## Historia
W trakcie budowy odciążenia Mainz Hauptbahnhof na początku XX wieku Bischofsheim było przedmieściem Moguncji obok Wiesbaden i Mainz, stał się częścią węzła kolejowego Mainz. Po powstaniu mostu kolejowego w Hochheim stał się częścią linii z Mainz-Kastel, będącej częścią Taunus-Eisenbahn, należącej do Hessische Ludwigsbahn między Moguncją, Darmstadt i Aschaffenburgiem. Następnie powstało odgałęzienie Mainbahn do Frankfurtu nad Menem.

## Linie kolejowe
- Rhein-Main-Bahn
- Mainbahn
- Umgehungsbahn Mainz